# Casa Plans
La Casa Plans és una obra modernista de Sabadell (Vallès Occidental) protegida com a Bé Cultural d'Interès Local.

## Descripció
Casal de doble cos, entre mitgeres, constituït per planta baixa, pis, golfes i un ampli pati posterior. Té la façana senzilla i plana, de composició lleugerament asimètrica, amb esgrafiats de motius florals a les llindes dels balcons. A les golfes hi ha tres balcons d'ampits geminats i a la planta baixa el típic cancell amb un arc trilobat. La porta d'accés presenta sengles obertures d'arc rodó amb reixes a cada banda. Al primer pis les obertures corresponen a balcons. L'obertura de l'esquerra té un balcó mentre que les dues obertures del costat dret tenen sortida al mateix balcó.